# Södergöl (Södra Unnaryds socken, Småland)
Södergöl är en sjö i Hylte kommun i Småland och ingår i Lagans huvudavrinningsområde.